# Serghei Țîganov
Serghei Țîganov (n. 4 ianuarie 1992, Sankt Petersburg) este un fotbalist rus care în prezent evoluaează la clubul Dinamo Barnaul pe postul de atacant.

## Palmares
Zimbru Chișinău
- Cupa Moldovei (1): 2013–14